# Codex Colberto-Sarravianus

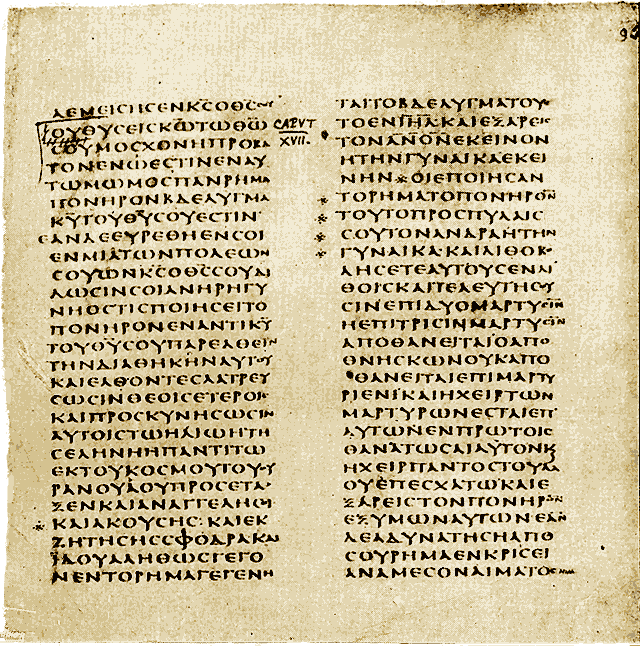
Codex Colberto-Sarravianus

Codex Colberto-Sarravianus (oznaczony przez siglum G) – grecki uncjalny kodeks zawierający Oktateuch (Rodzaju–Rut) w przekładzie Septuaginty. Pochodzi z IV lub V wieku. Poszczególne partie kodeksu przechowywane są w Lejdzie, Paryżu i Petersburgu. Na liście rękopisów Septuaginty według klasyfikacji Alfreda Rahlfsa oznaczony symbolem G.

## Zawartość kodeksu
Zachowane karty kodeksu przekazują następujące partie tekstu: Rodzaju 31:53—36:18, Wyjścia 36: 8—29, 37:3—6, 38:1—18, 39:1—11, 16—19, 40:2 do końca księgi, Kapłańska 1:1—4:26, 4:27—13:17, 13:49—14:6, 14:33—49, 15:24—17:10, 18:28—19:36, 24:9—27:16, Liczb 1:1—7:85, 11:18—18:2, 18:30—20:22, 25:2—26:3, 29:12—33, 34 do końca księgi, Powtórzonego Prawa 4:11—26, 7:13—17:14, 18: 8—19:4, 28:12—31:11, Jozuego 9:33—19:23, Sędziów 9:48—10:6, 15:3—18:16, 19:25—21:12.
Kodeks przechowywany jest obecnie w Lejdzie (Bibl. Uniw., Voss. graec. in qu. 8), Paryżu (BnF, Grec 17) oraz Petersburgu (RBN Gr. 3). W Lejdzie przechowywanych jest 130 kart, 22 w Paryżu oraz 1 w Petersburgu.

## Historia
Pierwszym znanym właścicielem kodeksu był Claude Sarràve z Paryża, który zmarł w 1651 roku. Po jego śmierci rękopis był własnością kolejno Jacques’a Mentela, lekarza z Paryża, który umieścił swoje nazwisko na jego pierwszej stronie, a potem Isaaca Vossa (zm. 1681), od którego potomków kodeks został nabyty przez Uniwersytet w Lejdzie. Karty paryskie zostały oddzielone od reszty manuskryptu jeszcze przed końcem XVI wieku, gdyż znalazły się w bibliotece Henriego Memme, który zmarł w 1596 roku. Duża część tej kolekcji została przedstawiona Jeanowi-Baptiste’owi Colbertowi w 1732. Tą drogą kodeks trafił do Biblioteki Królewskiej w Paryżu. Wśród wczesnych właścicieli karty petersburskiej byli F. Pithaeus, Desmarez, Bernard de Montfaucon i Dubrowski. Faksymile kart z Lejdy oraz karty z Petersburga zostały wydrukowane przez Konstantina von Tischendorfa w trzecim tomie Monumenta Sacra (Lipsk, 1860). Najważniejsza reprodukcja wszystkich znanych kart kodeksu ukazała się w Lejdzie w 1897 roku.
Wielkość kart to 9 ⅞ na 8 ⅞ cala. Tekst pisany jest w dwóch kolumnach na stronę, po 27 linijek w kolumnie, każda linijka składa się z 13-15 liter. W ocenie Tischendorfa manuskrypt powstał pod koniec IV lub na początku V wieku n.e. Nie zawiera liter początkowych, pisany jest pismem ciągłym z wyjątkiem miejsc, gdzie tekst jest łamany co oznaczono punktem lub znakiem. Punkty te, pojedyncze lub podwójne, występują jednak rzadko. Przydechy czasem pochodzą od pierwotnego skryby, częściej jednak zostały dodane przez ostatniego korektora. Spośród siedmiu korektorów rozpoznanych przez Tischendorfa trzech ma znaczący wpływ na kodeks: (A) współczesny skrybie manuskryptu, (B) z V wieku, który poprawiał Księgę Powtórzonego Prawa i Sędziów oraz (C) z VI wieku, który nadał w tekście numerację.
Ponieważ kodeks przekazuje tekst Septuaginty w oparciu o Hexaplę Orygenesa, zachowując równocześnie wiele heksaplarnych znaków, zajmuje on wyjątkowe miejsce wśród manuskryptów uncjalnych zawierających Oktateuch. Te znaki to asterysk (※) i różne formy obelusa (÷ i podobne a także – na marginesie) oraz często występujący metobelus (:, ·/, /·, ·/·). Znaczenie manuskryptu jako rękopisu pomocnego w odtworzeniu tekstu Hexapli zostało wykazane przez Montfaucona (Frederick Field, Hexapla, I, str. 5). Ta cecha manuskryptu stanowi dziś jego największą wartość naukową.